# Apache Jakarta Project
Проект Jakarta — один из проектов Apache Software Foundation. Проект развивает и поддерживает свободно распространяемое ПО, написанное на языке программирования Java.

## Подпроекты
Основной вклад в проект Jakarta Project вносят следующие утилиты, библиотеки и фреймворки:
- BCEL — библиотека для манипуляции с байт-кодом Java.
- BSF — фреймворк, позволяющий использовать скрипты в Java коде.
- Cactus — фреймворк для юнит-тестирования классов серверной части корпоративного приложения.
- ECS — набор компонентов Java для генерации элементов разнообразных языков разметки.
- HttpComponents — протокол передачи гипертекста.
- JCS — распределённая система кеширования, написанная на Java.
- JMeter — инструмент нагрузочного и стресс-тестирования.
- ORO — пакет Java.

Следующие проекты изначально входили в состав Jakarta Project, но на данный момент являются независимыми проектами в рамках Apache Software Foundation:
- Ant — утилита сборки проектов.
- Commons — набор полезных классов, предназначенных для дополнения стандартной библиотеки Java.
- HiveMind — сервисы и конфигурация микроядра.
- Maven — инструмент для сборки и управления проектами.
- POI — чистая реализация на языке Java портов популярных файловых форматов фирмы Microsoft.
- Struts — фреймворк для разработки веб-приложений.
- Slide — репозиторий контента, главным образом использующийся в WebDAV.
- Taglibs — репозиторий для кастомных библиотек JSP тегов.
- Tapestry — компонентная объектная модель, основанная на свойствах JavaBeans и строгой спецификации.
- Tomcat — контейнер JSP/Servlet.
- Turbine — фреймворк для быстрой разработки веб-приложений.
- Velocity — движок для шаблонизации.
- Log4j — библиотека журналирования Java программ.